# Tellancourt
Tellancourt is een gemeente in het Franse departement Meurthe-et-Moselle (regio Grand Est) en telt 591 inwoners (2005).
De gemeente maakt deel uit van het arrondissement Briey en sinds 22 maart 2015 van het kanton Mont-Saint-Martin. Daarvoor hoorde het bij het kanton Longuyon, dat op die dag opgeheven werd.

## Geografie
De oppervlakte van Tellancourt bedraagt 3,8 km², de bevolkingsdichtheid is 155,5 inwoners per km².
De plaats ligt aan de belangrijke weg de N18 die hier onderdeel vormt van de Europese weg 44.
De onderstaande kaart toont de ligging van Tellancourt met de belangrijkste infrastructuur en aangrenzende gemeenten.

## Demografie
Onderstaande figuur toont het verloop van het inwonertal (bron: INSEE-tellingen).